# Björn Bombis
Björn Bombis (* 30. September 1982 in Ost-Berlin) ist ein deutscher Eishockeystürmer, der seit September 2020 beim Herforder EV in der Eishockey-Oberliga unter Vertrag steht.

## Karriere
Björn Bombis wuchs in Ost-Berlin auf und durfte, da sein Vater nicht Mitglied der SED war, nicht beim SC Dynamo Berlin spielen. Stattdessen trainierte er in einem reinen Amateurverein, bevor seine Familie im Sommer 1989 aus der DDR ausreiste und sich in Hannover niederließ. Von da an trainierte er im Nachwuchs des EC Hannover. Da er mehr als einmal in der Woche trainieren wollte, wechselte er im Alter von 12 Jahren in das Sportinternat der Eisbären Berlin.
Über das Bundesleistungszentrum in Weiden kam er zum 1. EV Weiden, für den er während der Spielzeit 1999/2000 in der Oberliga Süd debütierte. Parallel dazu spielte er für den gleichen Verein in der tschechischen Junioren-Extraliga. Am Ende der Spielzeit war er Topscorer seines Teams, so dass einige tschechische Profiteams auf Bombis aufmerksam wurden.
Vor der folgenden Spielzeit nahm er an einem Trainingslager des HC Plzeň teil, mit dem er am Zepter Cup, einem tschechischen Vorbereitungsturnier, teilnahm. Das Management des HC Plzeň bot ihm einen Dreijahresvertrag an; Bombis lehnte dieses Angebot ab und spielte stattdessen für den HC Energie Karlovy Vary in der U20-Junioren-Extraliga, erhielt aber auch Einsätze bei der Profimannschaft in der Extraliga. Im Sommer 2001 bot ihm der Club einen Vertrag für die Extraliga an, doch Bombis entschied sich letztendlich für eine Rückkehr nach Deutschland. Er unterschrieb einen Vertrag bei den Freiburger Wölfen, da er sich in der 2. Bundesliga mehr Eiszeit versprach.

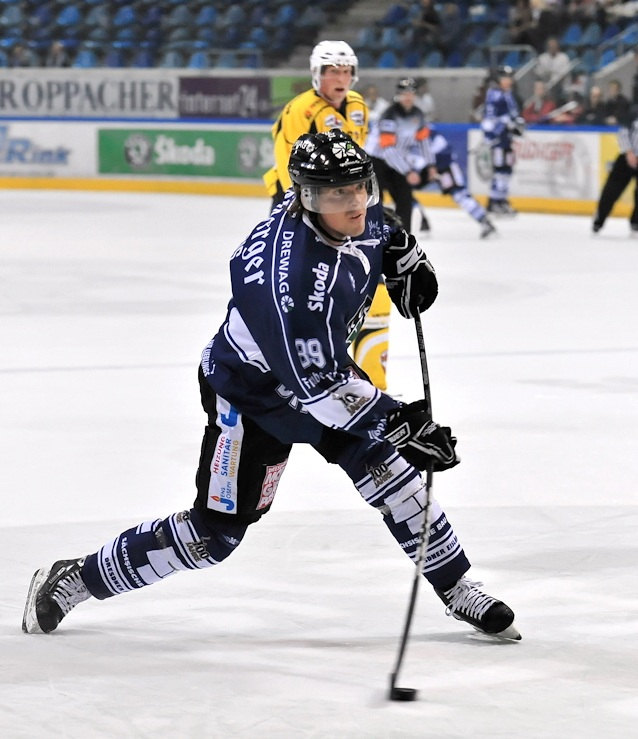
Björn Bombis im Trikot der Dresdner Eislöwen

In der 2. Bundesliga absolvierte er zwischen 2001 und 2003 zwei Spielzeiten für die Wölfe Freiburg und etablierte sich dabei innerhalb des Teams. Aufgrund seiner starken Spielweise in der Saison 2002/03 erhielt er im Sommer 2003 einen Vertrag bei den Hannover Scorpions aus der DEL, für die er in 55 Saisonspielen 15 Scorerpunkte erzielte. Ein Jahr später wechselte er innerhalb der DEL zu den Nürnberg Ice Tigers, bei denen er seine Vorjahresleistung bestätigte. Zudem bestritt er drei Spiele für den EV Weiden in der 2. Bundesliga.
Im Sommer 2005 wurde Björn Bombis von den Hamburg Freezers unter Vertrag genommen, verließ den Verein aber nach 30 DEL-Partien. Da er sich über zu wenig Einsätze beklagt hatte, wurde sein Vertrag in beiderseitigem Einvernehmen aufgelöst. Er kehrte zu den Hannover Scorpions zurück, mit denen er in den Play-offs 2006 das Halbfinale erreichte. Vor der folgenden Spielzeit wurde er von Hans Zach mit einer Förderlizenz zum Farmteam der Scorpions, dem REV Bremerhaven, geschickt. Da er keine Chance mehr auf eine Rückkehr zu den Scorpions sah, wollte er sich zunächst einen neuen DEL-Club suchen, entschloss sich dann aber zu einem Verbleib in Bremerhaven. So verbrachte er die gesamte Spielzeit 2006/07 bei den Fischtown Pinguins und erzielte in der Hauptrunde 13 Tore und 24 Assists. Mit den Pinguinen scheiterte Bombis im Play-off-Viertelfinale am EHC München, wobei ihm in sechs Play-off-Partien fünf Scorerpunkte gelangen.
Aufgrund seiner Spielweise wurde er schon kurz nach der Saison 2006/07 von den Krefeld Pinguinen unter Vertrag genommen. Aufgrund einer Kreuzbandverletzung Ende Oktober 2007 verpasste Bombis den Großteil der Saison 2007/08 und absolvierte insgesamt nur zwölf DEL-Einsätze für die Pinguine.
Sein bis 2008 laufender Vertrag wurde nicht verlängert, woraufhin er zu den Schwenninger Wild Wings in die 2. Bundesliga wechselte. Bombis zog sich bei den Schwenningern schon früh in der Saison einen weiteren Kreuzbandriss zu, weswegen die Spielzeit für ihn vorzeitig beendet war. In den Folgejahren spielte er bei verschiedenen Vereinen in der 2. Bundesliga. Im Jahre 2012 entschied er sich, zu den Fischtown Pinguins nach Bremerhaven zurückzukehren, obwohl deren Ligenzugehörigkeit noch offen war.
Weitere Vereinsstationen waren die Fischtown Penguins Bremerhaven, die Coventry Blaze, die Hannover Scorpions, die Ice Dragons Herford und aktuell (Stand Anfang 2024) der ECW Sande. 

## Erfolge und Auszeichnungen
- 2003 Meister der 2. Bundesliga mit den Wölfen Freiburg
- 2014 Meister der DEL2 mit den Fischtown Pinguins

## Karrierestatistik
(Legende zur Spielerstatistik: Sp oder GP = absolvierte Spiele; T oder G = erzielte Tore; V oder A = erzielte Assists; Pkt oder Pts = erzielte Scorerpunkte; SM oder PIM = erhaltene Strafminuten; +/− = Plus/Minus-Bilanz; PP = erzielte Überzahltore; SH = erzielte Unterzahltore; GW = erzielte Siegtore; 1 Play-downs/Relegation; Kursiv: Statistik nicht vollständig)

## Sonstiges
Björn Bombis ist mit der niederländischen Handballspielerin Jolanda Bombis-Robben verheiratet.